# XOXOXO
"XOXOXO" é uma canção do grupo de dance-pop Black Eyed Peas, presente no sexto álbum de estúdio The Beginning. A canção tem como ideia central o sexo. O vídeo do single foi lançado na manhã do dia 11 de outubro.

## Composição e letra
Na canção, will.i.am tenta conseguir uma garota por mensagens de texto. A marcação XOXO é um sinal antigo de afeto, o "X" significa "beijos" e "O" significa "abraços".
Em uma entrevista para a revista Spin, will.i.am. disse que ele queria fazer algo totalmente diferente de I Gotta Feelin' em relação aos vocais. Ele usou o máximo de auto-tune possível, para que as pessoas não identificassem quem canta o refrão, se é ele ou a Fergie.
| “ | "Queríamos usar a combinação das nossas vozes, que é único ", disse ele." Não é sobre quem está cantando qual parte. Muitas vezes, as pessoas ficam no estúdio se preocupando quem começa a cantar a parte ".. | ” |

## Recepção
Kevin O'Donnell da revista Spin disse que em "XOXOXO, é a canção mais selvagem do álbum, com quatro minutos de vozes robóticas, sintetizadores gelados e batidas esqueléticas." Já Allison Stewart do Washington Post foi mais negativa, afirmando que "a maioria do álbum é terrível", indicando que XOXOXO "tem letras espantosamente ruins e que é embaraçoso ouví-la." (Menina, você roubou meu coração como uma cleptomaníaca/Borboletas na barriga, preciso de um Pepto/Bismol, baby, quero mais sexo/É o seu prazer, como uma lagartixa)  Chad Grischow do IGN foi  mais positivo, dizendo que "as melhores faixas são aquelas em que eles prestam homenagens, como na divertida XOXOXO, em que eles fazem alusões à mensagens de texto, com uma homenagem ao início dos anos 80." Andy Gill escreveu para o The Independent que "Partindo de um balbuciante som, a canção reflete o amor moderno como algo essencialmente mediado por máquinas e telas, como se o status verificável das expressões do celular ou do e-mail são, de alguma forma, mais "reais" do que expressões pessoais." Gavin Martin do Daily Mirror disse que "a estranha XOXOXO se deleita digitalmente disfarçando a voz de cada membro do grupo, transformando a festa de I Gotta Feelin' de dentro para fora." John Aizlewood do Evening Standard disse que "a banda têm ideias malucas, desde os vocais em camadas e o barulho staccato de XOXOXO." Simon Vozick-Levinson do Entertainment Weekly destacou uma parte da letra da canção em que ele afirma que os BEP têm letras fracas: "(Menina vamos nos enrolar como um Pretso/ Em nível Kama Sutra, baby, vamos lá.)"

## Videoclipe
O vídeo foi lançado em 11 de Outubro de 2011, neste vídeo os Peas não aparecem, todos os membros são transmutados em animações, essas animações são as mesmas que foram vistas no clipe de The Time (The Dirty Bit), e se chamam "Baby Peas" elas foram criadas por Pasha Shapiro, Ernst Weber e Huan Nghiem, os mesmos que dirigiram o clipe, a produção executiva foi assinada por Will.I.Am.

### Enredo
O clipe começa com os integrantes Will.I.Am, Apl.de.ap e Taboo em uma nave espacial escrito: XOXOXO, enquanto há uma contagem regressiva para o lançamento. A música começa quando eles partem da Terra. Eles começam a cantar dentro dela, quando Will.I.Am diz a palavra "Magic, Presto" são vistas várias cartas de baralho com as letras X e O se movendo rapidamente criando uma animação de William, que depois vai parar em um espaço de infra-estrutura oriental, até que o chão começa a rodar e formar um disco de vinil. Logo depois ele é visto em uma favela segurando uma coração, depois um motoqueiro corre por toda a favela, até que ela é inundada por uma tinta roxa com várias letras X, logo o rapper é visto nadando nesta tinta, ele abre os braços e é imobilizado por uma espécie de cipó que dá flores. O motoqueiro que estava na favela passa por lá e Will o segue. Nas cenas seguintes o clipe é semelhante à um video-game, marcando pontos com as letras X e O. Quando o refrão começa os membros restantes soltam seus instrumentos e começam a flutuar pela falta de gravidade, Will.i.am encontra uma foto de Fergie e a olha sentindo saudades. Na Terra, Fergie está em uma espécie de jardim,segurando um iPhone, ela envia uma mensagem escrita XOXO para o rapper. Logo depois a janela de mensagens se transforma em uma espécie de tubo que forma as letras O e X duas vezes, no final deste túnel há outro iPhone, agora no menu raiz, este menu continha relevo e se transforma em prédios e ruas semelhantes á Times Square. Nestas ruas estão Apl.de.Ap que pula e faz acrobacias em cima dos prédios.Logo depois é visto um posto de gasolina, e suas bombas se transformam em um fliperama, que na tela de uma máquina Apl e Fergie se beijam, ele corre atrás dela,mas a cantora pasa por uma porta e ele também só que é nocauteado por X's E O's. Ele volta para cidade e segura uma foto de prédios semelhantes, hà um close-up desses, até que revelam ser o retrato de Apl (a sua foto que está na capa do álbum The Beginning). Logo depois Ferguson é vista com pedaços quebrados de um coração.E a cena pula para um planeta semelhante ao de Star Wars,após um tour pelo planeta, a cena se muda novamente para uma pista de Fórmula 1. Quando Apl canta o resto de seus versos vários X's e O's formam uma onda, junto com válvulas. No espaço os integrantes saem da nave para locar um enorme X feito de metal ao lado da Terra, e eles conseguem, formando XO. De volta a Terra a cantora está novamente sentada no jardim com um iPhone informando que não há mensagens novas, até que ela se surpreende ao ver o X ao lado da Lua. Nesse trecho percebe-se um erro, no começo da montagem do 'XO' eles estão construindo ao lado da Lua, quando terminam, o 'X' está do lado da Terra, e quando Fergie olha para o céu, o 'X' está novamente do lado da Lua. Quando a ponte da música começa eles são vistos voltando para Terra, com Taboo e Will.I.Am cantando seus versos.Na Terra Fergie rega as sementes, e depois disso centenas de flores brotam absurdamente rápido, formando as letras X e O.O vídeo termina com a nave chegando a Terra.

## Lista de faixas
Digital download
1. "XOXOXO" - 3:45

CD Single
1. "XOXOXO" - 3:45